# 윌 덴턴
윌 덴턴(영어: Will Denton, 1990년 2월 21일 ~ )은 미국의 배우이다.

## 영화
- 프라이트 나이트 (2011년) - 애덤 역
- 캠프 헬 (2010년)
- 캡처 더 플래그 (2010년)
- 키드냅트 (2006년)
- 로봇 (2005년)
- 킨제이 보고서 (2004년)